# Ikere
Ikere o Ikere-Ekiti (també Ikerre) és una ciutat de l'estat d'Ekiti, al sud-oest de Nigèria, a la carretera entre Akure i Ado-Ekiti. És un centre de recol·lecció de cacau i centre agrícola per altres productes com el nyam, mandioca, arròs, blat de moro, palma d'oli i altres. Hi viu el poble ekiti, una branca del poble ioruba. La ciutat té una universitat de l'estat i una de cristiana, i també un hospital. La ciutat és seu de l'Àrea de Govern Local d'Ikere, la qual té una població (el 2006) de 147.355 habitants. Amb una població estimada de prop de 100.000 residents a la pròpia ciutat (2015), Ikere-Ekiti, la segona ciutat més gran de l'estat d'Ekiti és la seu de dos caps tradicionals, Ogoga i Olukere, tots dos reclamant la supremacia sobre l'altre. L'Ogoga i l'Olukere usualment es reuneixen un cop l'any durant el Festival de la deessa Olosunta; aquest dia, l'Olukere porta la seva corona mentre que l'Ogoga simplement porta una gorra.

## Història
El primer Olukere d'Ikeri va venir d'Ile-Ife i va fundar Ikere; més tard, el primer Ogoga, un caçador, va abandonar la seva base a Benín i va arribar a Ikere en una festa de caça; es va quedar a Ikere amb l'Olukere al seu palau. A mesura que passava el temps, el nombre de persones que portaven casos a l'Olukere per a l'arranjament va començar a augmentar fins que va arribar a un punt en què no podia fer-ho tot sol. Llavors va demanar al Ogoga d'anar a allotjar-se a Iro per ajudar a les persones en nom seu, mentre l'Olukere continuaria amb altres deures tradicionals. El Ogoga va començar a dur a terme el treball assignat fins que finalment va arriba a una posició d'autoritat.
L'evolució del regne fou similar a les dels altres regnes Ekitis. Va formar part de la Ekitiparara a la guerra de Kiriji o d'Ekitiparapo (1877-1893).
El 2015 el govern de l'estat va donar el bastó de comandament al Olukere Oba Ganiyu Obasoyin set mesos després d'ascendir al tron succeint a Oba Olufemi Ijasan (que va regnar 19 anys). Però la Regent d'Ikere, princesa Ayooye Adegboye, que representa l'Ogoga després de la mort del seu pare, Oba Adegoke Adegboye (agost de 2014, després de regnar 43 anys), el considera un rei no reconegut de la ciutat. Registres dels dies de la colònia afavoreixen al Ogoga com el governant tradicional reconegut d'Ikere mentre que la història tradicional i el folklore local afavoreixen al Olukere com el fundador de la comunitat. Mentre que el palau del Ogoga es troba a l'àrea de la ciutat d'Uro, el de l' Olukere està situat a Odo-Oja i els dos llocs són a poca distància l'un de l'altre. La princesa regent per l'Ogoga assegura que aquest havia estat el govern suprem del Regne d'Ikere i l'Olukere era només un adorador de la deïtat Olosunta de la que l'Ogoga és un cap menor; a més l'Olukere mai havia assistit a la reunió de la Pelupelu (els setze reis més importants d'Ekiti). Un "Informe d'Intel·ligència del districte d'Ikere escrit entre 1928 i 1935 per M. T. Bovell-Jones, l'oficial militar del districte Ado-Ekiti, esmenta la qüestió de l'Olukere i diu que la seva autoritat no és aplicable, i que l'Ogoga seguirà sent l'autoritat al regne i l'autoritat respecte a tots els altres cacicats menors d'Ikere.